# يوجي فوروكاوا
يوجي فوروكاوا (باليابانية: 古河 裕次) (مواليد 7 يوليو 1978)، هو لاعب كرة قدم سابق كان يلعب كمدافع.